# Calle som miljonär
Calle som miljonär är en svensk dramafilm från 1916 i regi av Georg af Klercker. 

## Om filmen
Filmen premiärvisades 16 oktober 1916 på biograf Victoria i Göteborg. Filmen spelades in vid Hasselbladateljén på Otterhällan i Göteborg med exteriörer från Marstrand av Gustav A. Gustafson, Carl Gustaf Florin och Gösta Stäring.

## Rollista
- Carl Barcklind -   Calle Lundgren, bodbetjänt
- Maja Cassel - Margareta Sabelfelt
- Tekla Sjöblom - Gamla fru Sabelfelt
- Arvid Hammarlund - Löjtnanten
- Gustaf Bengtsson - Bengt, Calles supbroder
- Orvar Rasmussen - Nisse, springpojke
- Frans Oscar Öberg - Sillström, hökare
- Siri Lundin - Amanda, tjänsteflicka
- Ludde Gentzel - Calles betjänt
- Olof Sandborg - Middagsgäst
- Ludde Gentzel - Middagsgäst
- Helge Kihlberg - Middagsgäst